# Milford, New Jersey
Milford är en kommun (borough) i Hunterdon County i New Jersey. Vid 2010 års folkräkning hade Milford 1 233 invånare.

## Kända personer från Milford
- George C. Ludlow, politiker